# František Zeman (1881)
František Zeman (15. října 1881 Cetechovice – 13. srpna 1957 Brno) byl moravský úředník, vysokoškolský učitel a spisovatel.

## Život
František maturoval v roce 1901 na kroměřížském gymnáziu, odkud odešel studovat právnickou fakultu Vídeňské univerzity. Studia ukončil r. 1907.
Pracoval jako úředník poštovní spořitelny postupně od r. 1902 ve Vídni, od r. 1909 v Zadaru, od r. 1914 v Brně. Oženil se Pravomilou Dvořákovou a měl s ní syna MUDr. Emila Zemana (1917–1998).
R. 1918 v Praze založil Poštovní spořitelnu a byl jejím ředitelem, r. 1919 nastoupil v Brně jako vrchní poštovní rada. R. 1925 odejel na studijní cestu do Nizozemí a Belgie a r. 1931 byl povolán na Českou vysokou školu technickou v Brně jako řádný profesor národního hospodářství, finanční vědy a statistiky. V letech 1931–1932 byl děkanem odboru inženýrského stavitelství a zeměměřičského inženýrství.
Ve Vídni se stýkal s českou menšinou, psal do Almanachu Akademického spolku ve Vídni, Ročenky Vídeňské matice a do Vídeňského deníku. Po návratu ze Zadaru měly jeho další práce převážně odborný charakter. Odborné stati a články publikoval v řadě oborových časopisů: Parlament, Časopis pro právní a státní vědu aj. V Brně byl ve výboru České společnosti národohospodářské v Praze.
Po válce mu nebylo dovoleno učit, pro jeho chování v době nesvobody. Do důchodu odešel r. 1951. V Brně bydlel na adrese Březinova 14.

## Dílo

### Verše
- Pohádka zvadlých květů – Vídeň: 1905
- Tvrdou cestou – Vídeň: 1909

### Próza
- Perpetuum mobile: povídka – Prostějov: 1905

### Odborné texty
- O šeku, hlavně poštovním – Brno: 1915
- Peníze a placení bez hotových ve světle moderních theorií peněžních – Vysoké Mýto: 1920
- Bludy v theoriích peněz – Brno: 1921
- Hospodářská krise a její řešení
- Nynější krise hospodářská – Brno: Barvič a Novotný, 1921
- Kvantitní teorie peněz: její dogmatický vývoj a kritika – Brno: Barvič a Novotný, 1923
- Systematika a kritika kvantitní teorie peněz – Brno: vlastním nákladem, 1924
- Daň z příjmu a daň z vyššího služného v Čechách, na Moravě a ve Slezsku v letech 1914–1918 – textová část Josef Ryba, statistické zpracování řídil František Zeman. Praha: Státní úřad statistický (SÚS), 1924
- Peněžní systém Holandska a Belgie se zvláštním zřením k úloze cedulových bank – Praha: Bedřich Kočí, 1926
- Samosprávné přirážky k přímým daním v roce 1922 – textová část Jaroslav Stehlík, statistické zpracování řídil František Zeman. Praha: SÚS, 1927
- Hospodářská politika Belgie a poučení plynoucí z ní pro nás: přednáška – Praha: Česká národohospodářská společnost, 1930
- Samosprávné přirážky k přímým daním v letech 1926 a 1928 – statistické zpracování řídil František Zeman. Praha:  SÚS, 1931
- Péče o chudé a péče o mládež ochrany potřebnou v republice Československé v roce 1931. díl 2, veřejná ústavní a všeobecná dobrovolná péče o chudé a mládež ochrany potřebnou v republice Československé v roce 1931 – textová část Antonín Tvrdoň; statistické zpracování František Zeman. Praha: SÚS, 1931
- Jak řešiti krisi hospodářskou?: Deflací či regulovanou inflací či jinými zásahy do života hospodářského? – Brno: Moravské nakladatelství, 1933
- Jaká bude naše budoucnost?: zahajovací přednáška prof. Dr. Františka Zemana pronesená 5. XI. 1938 na české vysoké škole technické v Brně. Brno: v. n., 1938
- Vyhlídky do naší hospodářské budoucnosti: předneseno na řádné valné hromadě Hospodářského družstva statkářů a nájemců v Praze dne 3. května 1938 – Praha: Hospodářské družstvo statkářů a nájemců, 1938
- Zachraňme pobočku Poštovní spořitelny v Brně! Její záhadná historie, její národohospodářský význam, cesty k nápravě – Brno: v. n., 1939
- Úvod do národního hospodářství, finanční vědy a statistiky. Část první, Hospodářská a finanční teorie – Brno: Donátův fond při české vysoké škole technické, 1939

Díla bez nakladatele jsou uvedena v literatuře Frabša str. 157